# Chalcophora yunnana
Chalcophora yunnana – gatunek chrząszcza z rodziny bogatkowatych, podrodziny Chrysochorinae i plemienia Chrysochorini.

## Taksonomia
Gatunek ten został opisany w 1888 roku przez Lèona Fairmaire.

## Opis
Ciało długości 20 do 29 mm, ubarwione brązowo do czarnego. Głowa z podłużnym wgłębieniem na czole. Przedplecze silnie punktowane wzdłuż pięciu podłużnych żeberek. Pokrywy chropowate, silnie punktowane wzdłuż czterech gładkich żeberek, z dwoma zagłębionymi punktami w odległości ⅓ i ⅔ od podstawy. Drugie żeberko pokryw załamane, złączone z trzecim za drugą plamką i złączone z pierwszym przed wierzchołkiem. Sterna odwłokowe czarne i błyszczące.

## Występowanie
Gatunek ten występuje w północnej Tajlandii, Chinach, Japonii i na Tajwanie.

## Podgatunki
Wyróżniono 7 podgatunków tego chrząszcza:
- Chalcophora yunnana abnormalis Miwa & Chûjô, 1935
- Chalcophora yunnana formosana Kurosawa, 1974
- Chalcophora yunnana insularis Théry, 1908
- Chalcophora yunnana nakanei Kurosawa, 1974
- Chalcophora yunnana nonfriedi Obenberger, 1935
- Chalcophora yunnana satzumae Lewis, 1896
- Chalcophora yunnana yunnana Fairmaire, 1888